# Bandiera dei Paesi Bassi
La bandiera dei Paesi Bassi è un tricolore a banda orizzontale di colore (dall'alto verso il basso) rosso, bianco e blu. 

Varianti della bandiera sono state in uso a partire dal 1572 e nel 1937 la bandiera attuale fu ufficialmente formalizzata come bandiera nazionale del Regno dei Paesi Bassi.

## Storia

Croce di Borgogna.

Quando, alla fine del XV secolo, la maggior parte delle province dei Paesi Bassi/Olanda furono unite sotto un unico signore, fu adottata una Decusse (o croce di Borgogna) come bandiera di rappresentanza in onore dei Signori di Borgogna che in quel tempo possedevano le zone degli attuali Paesi Bassi.

Lo stendardo consisteva in un campo bianco sul quale vi erano due fasci rossi posti ad X e rappresentanti due rami d'alloro con delle fiamme che scaturivano dall'intersezione e questo vessillo rimase in uso anche sotto la Casa d'Austria.
Nel XVI secolo, quando le province meridionali si rivoltarono contro il re Filippo II di Spagna ed il Principe Guglielmo I d'Orange si mise alla testa dei ribelli (i Watergeuzen pirati indipendentisti), fu utilizzata come bandiera un tricolore composta dagli stessi colori dello stemma del Principe (arancio, bianco e azzurro). Era quindi una bandiera associata con il capo dei ribelli e quest'associazione veniva espressa anche nel nome Prinsenvlag (Bandiera del Principe). 

La bandiera degli Stati Generali Olandesi.

Stemma degli Stati Generali Olandesi.

Non si sa quando questa bandiera sventolò per la prima volta, ma la si può vedere in illustrazioni che risalgono ai primi giorni della Guerra degli ottant'anni, la guerra di indipendenza olandese. 

La bandiera aveva tre, e a volte sei o addirittura nove strisce orizzontali, ma presero anche la forma di raggi proiettantisi da un cerchio mentre i colori erano usati senza un ordine preciso e fu solo verso la fine del XVI secolo che iniziò ad apparire una certa uniformità.
Dopo il 1630, la fascia arancione venne gradualmente rimpiazzata da una rossa, come indicato da dipinti dell'epoca. Poiché non esiste una ragione politica per l'introduzione del rosso nella bandiera, il motivo probabile è che l'arancio e l'azzurro sono colori chiari più difficili da distinguere del rosso e del blu, specialmente in mare.
La bandiera arancione-bianco-azzurra, comunque, continuò a sventolare. In aggiunta a queste due bandiere, venne introdotta una terza bandiera ufficiale, quella degli Stati generali olandesi, anche se non ebbe mai la stessa importanza del tricolore. 
Originariamente consisteva del leone rosso della Contea d'Olanda, preso dal suo stemma, su un campo dorato, e più tardi di un leone d'oro su campo rosso. Non costituiva nessuna contraddizione con la Prinsenvlag, ed in vecchi dipinti di navi in battaglia entrambe le bandiere si vedono sventolare armoniosamente, l'una a fianco dell'altra, illustrando così la complessa forma di governo con i suoi due centri di autorità: lo Statolder e gli Stati Generali Olandesi.

## La bandiera del principe

La Prinsenvlag.

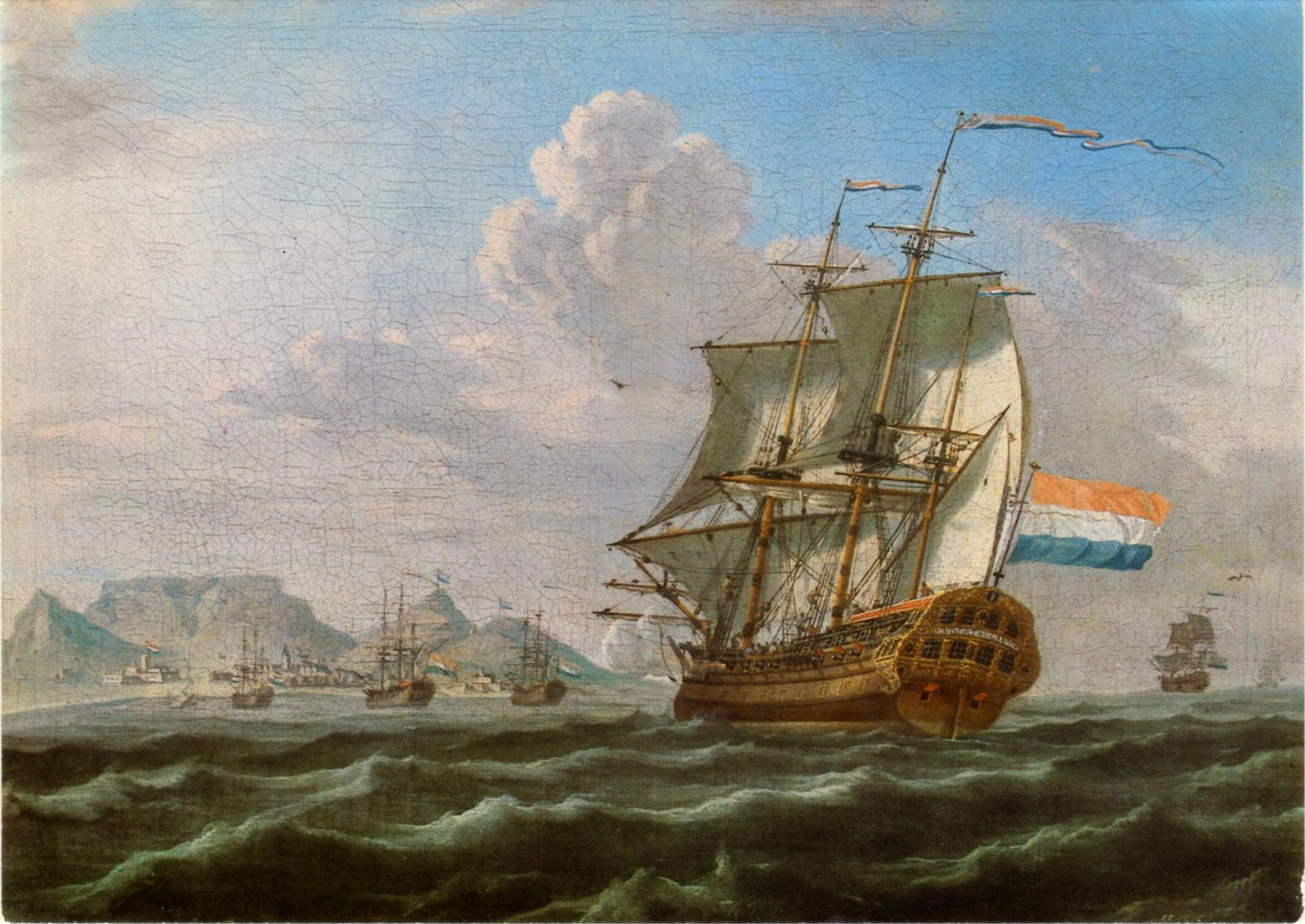
Un vascello della Compagnia olandese delle Indie Orientali con la Prinsenvlag.

Dettaglio della bandiera giacobina.

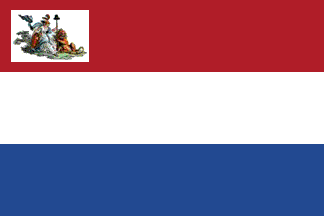
La bandiera della repubblica di Batava.

La Prinsenvlag (letteralmente "bandiera del principe") è stata la bandiera olandese dalla fine del XVI secolo fino al 1795. Composta da un disegno di tre bande orizzontali di eguale dimensione di colore arancione, bianco e blu, era basata sullo stendardo di Guglielmo d'Orange, e rappresentava il Principato di Orange ed il Nassau.
Sembra che i suddetti colori siano stati utilizzati per la prima volta nel 1574 e nel 1580, durante la Guerra degli Ottant'anni. L'arancio della bandiera cambiò gradualmente in rosso diventando, intorno al 1650, quello della bandiera ad oggi in uso. La ragione di ciò è sconosciuta sebbene vi siano diverse teorie in proposito tra cui la maggiore visibilità in mare del rosso rispetto all'arancione ed alla tendenza di quest'ultimo a scolorire facilmente a contatto con la salsedine. 
Con la rivoluzione nei Paesi Bassi, dell'ultimo decennio del XVIII secolo, la creazione della giacobina Repubblica Batava nel 1795 e la conquista da parte dei francesi ci fu la conseguenza del divieto dell'utilizzo del nome "Prinsenvlag" e la modifica dell'arancione in rosso. Questo perché si riteneva che il primo richiamasse la dinastia degli Orange-Nassau, mentre il secondo richiamava direttamente il rosso del tricolore francese (del resto entrambe le bandiere in questo modo erano bianche, rosse e blu).
Nel 1796 la banda rossa (della bandiera nederlandese) venne abbellita con la figura di una fanciulla ed un leone ai suoi piedi nell'angolo superiore sinistro: in una mano reggeva uno scudo con dei fasci romani e nell'altra una lancia.
Questa bandiera ebbe vita breve come quella della Repubblica Batava per la quale fu creata poiché Luigi Bonaparte (reso re d'Olanda da suo fratello l'imperatore Napoleone Bonaparte), desiderando perseguire una politica puramente olandese rispettandone i sentimenti nazionali vi rimosse la fanciulla della libertà e ripristinò il vecchio tricolore. La sua politica pro-olandese lo portò a perdere un conflitto con la Francia di suo fratello (Napoleone) e che vide i Paesi Bassi divenire parte dell'Impero Francese e la bandiera olandese sostituita dai simboli imperiali napoleonici.

## Le due bandiere insieme

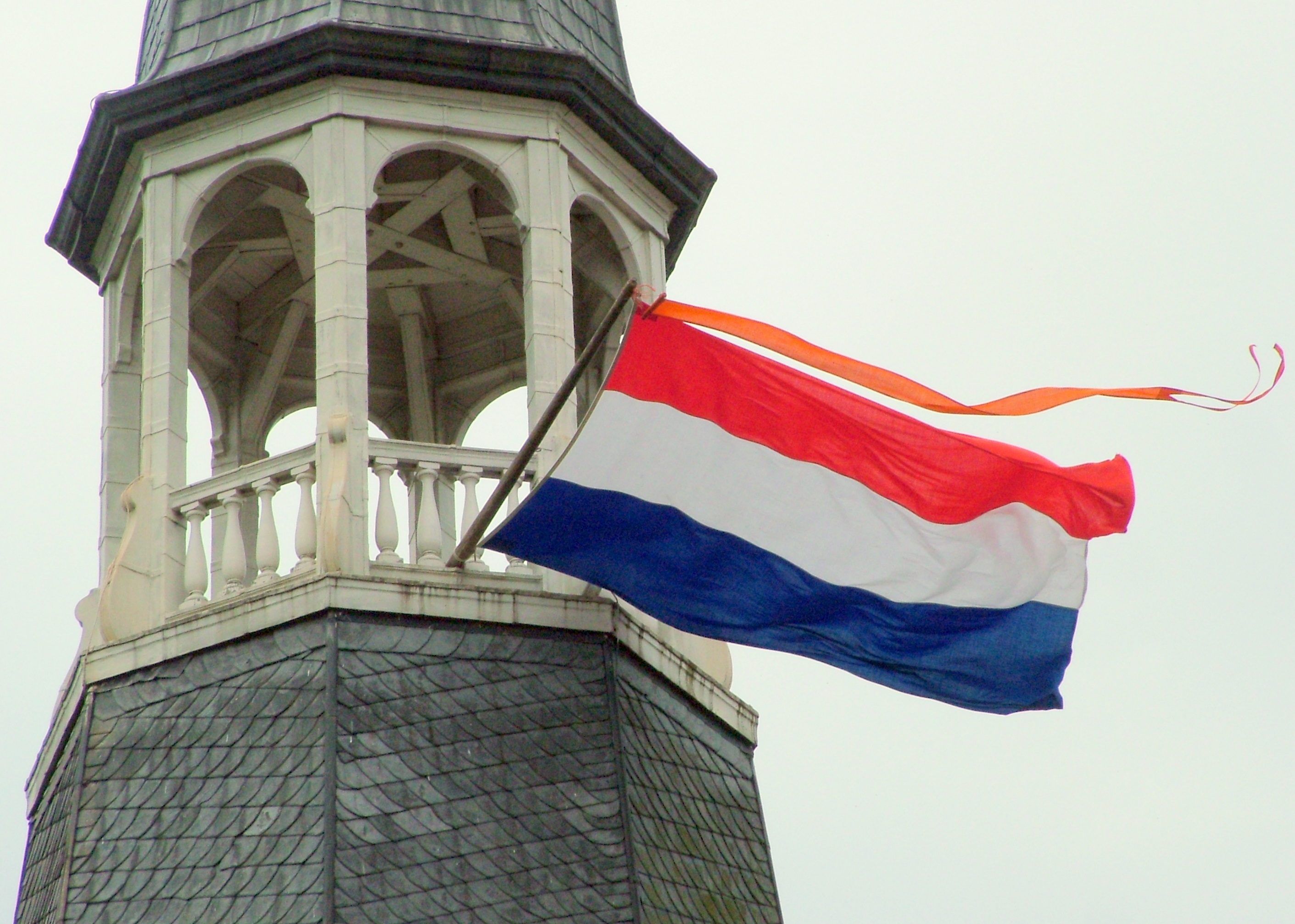
La bandiera attuale con il pennone arancione.

Nel 1813, i Paesi Bassi riacquistarono l'indipendenza e il Principe di Orange ritornò in patria dall'Inghilterra così i tricolore riapparirono dai solai e così, il vecchio arancio-bianco-azzurro ed il nuovo rosso-bianco-blu ripresero a sventolare insieme ma quale delle due dovesse essere la bandiera nazionale rimase indeciso.
Con la restaurazione fu costituito il Regno Unito dei Paesi Bassi ed il re Guglielmo I optò per la combinazione di colori rosso-bianco-blu, ai quali era affiancato un pennone arancione e con l'aggiunta dello stemma nazionale sulla striscia bianca. Allo stesso periodo risale l'uso, prescritto spontaneamente dalla volontà popolare, di sventolare uno stendardo arancione assieme alla bandiera nazionale come segno di alleanza tra il popolo e gli Orange.
Durante gli anni '30, i sostenitori del Nationaal-Socialistische Beweging, partito nazionalsocialista olandese, scelsero la prinsenvlag come proprio simbolo, ed anche in risposta a ciò, il 19 febbraio 1937 la Regina Guglielmina stabilì con decreto reale che la bandiera olandese fosse composta dai colori rosso (vermiglio brillante), bianco (bianco) e blu (blu cobalto).
Oggi la Prinsenvlag è utilizzata sporadicamente da gruppi di estrema destra olandesi e fiamminghi, come il Partito per la Libertà.

## Bandiere derivate
Il tricolore orizzontale e la combinazione di colori sono stati d'ispirazione per numerose bandiere, in particolare quelle di territori legati alla colonizzazione olandese. Alcune furono utilizzate dai coloni olandesi negli Stati boeri (Repubblica del Transvaal, Stato Libero d'Orange); altre furono adottate successivamente alla colonizzazione, a indicare un retaggio olandese (è il caso del Sudafrica e di New York, fondata dagli olandesi come "Nuova Amsterdam").

L'attuale bandiera dei Paesi Bassi.
La Prinsenvlag.
Variante della Prinsenvlag.
Bandiera dello Stato Libero dell'Orange.
Bandiera del Sudafrica dal 1927 al 1994.
Bandiera del Sudafrica dal 1994.
Bandiera del Transvaal, la Vierkleur ("quattro colori").
Bandiera delle Antille Olandesi.
Bandiera della città di New York.
Bandiera di Albany, capitale dello Stato di New York.

Template:MKT-Elemento
|-

## L'arancione oggi

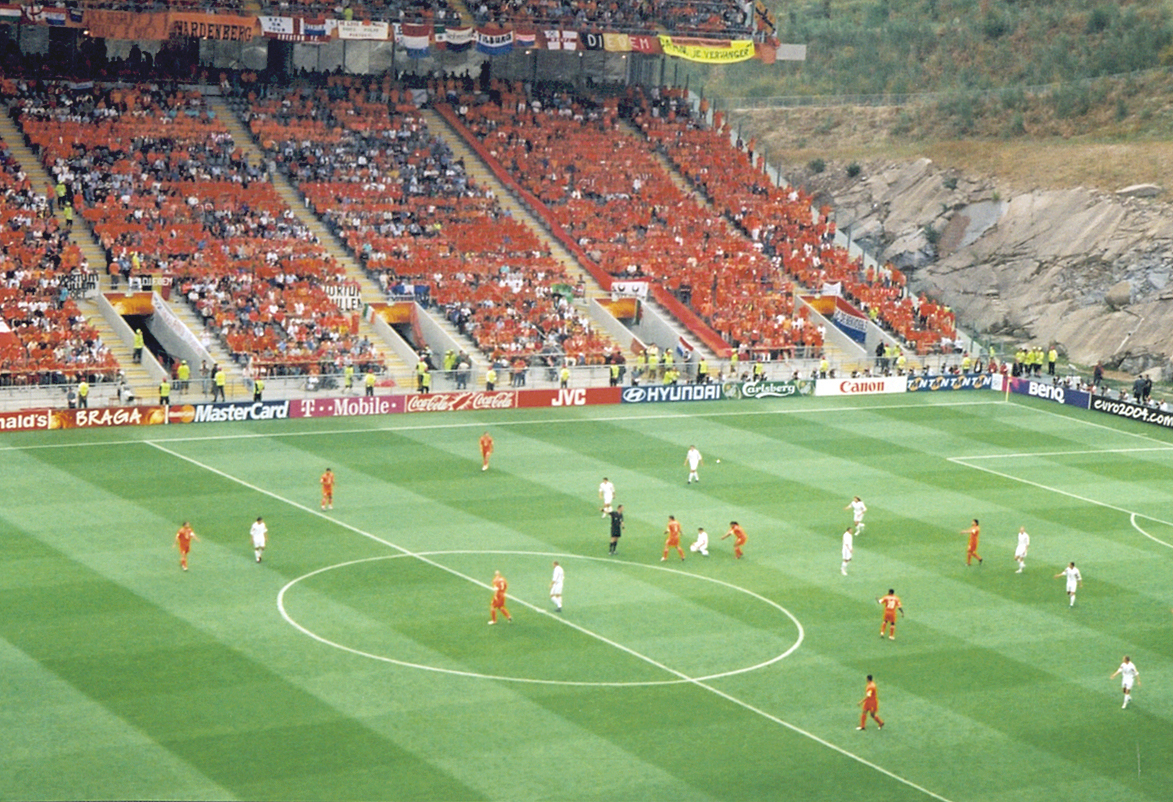
Una partita di calcio tra Paesi Bassi e Lettonia, con lo sfondo delle tribune.

Ad oggi il colore arancio è il simbolo dei Paesi Bassi ed è utilizzato in numerose divise delle nazionali sportive e dai suoi tifosi.